# 누가 이름을 함부로 짓는가?
"누가 이름을 함부로 짓는가?"(Who Dare Give A Name At Random?)는 한국에서 제작된 이호발 감독의 2002년 드라마, 코미디 영화이다. 이호발 등이 주연으로 출연하였고 이호발 등이 제작에 참여하였다.

## 출연

### 주연
- 이호발
- 이호달
- 박수정

## 기타
- 조명: 성우준
- 음향: 최창환
- 스탭: 정다미
- 스탭: 이명자
- 스탭: 김동명